# Gaurax sumatranus
Gaurax sumatranus är en tvåvingeart som beskrevs av Oswald Duda 1934. Gaurax sumatranus ingår i släktet Gaurax och familjen fritflugor. Inga underarter finns listade i Catalogue of Life.